# Carpos
Los carpos (en ciertas traducciones llamados con el anglicismo  carpianos) eran una tribu de Dacia que habitaba las faldas orientales de los montes Cárpatos. Su nombre parece estar ligado al lugar en donde vivieron, significando la "roca" o la "montaña" (carpë significa roca en albanés; kar es piedra en armenio; chrb es montaña en checo).

Invasiones del 267-269, en las que participaron los carpos coligados con otros grupos.

Mientras que la mayoría de las tribus dacias (como los costobocios) o fueron derrotadas por el Imperio romano o absorbidas por los pueblos germánicos, los carpos aumentaron su poder en el transcurso del siglo II, convirtiéndose hasta las invasiones bárbaras en los adversarios más importantes de Roma en la Europa sudoriental. En el periodo que va del 238 al 273, aliados con los godos, los carpos atacaron la provincia romana de Moesia. A finales de siglo atacaron las ciudades tracias de Calatis, Dionisópolis y Marcianópolis.
Convertidos en una seria molestia para el Imperio, Diocleciano los combatió y venció en 297, adquiriendo el sobrenombre de "Carpicus Maximus". Según Amiano Marcelino fueron deportados a Panonia en la zona donde está la actual ciudad de Pécs, donde permanecieron hasta las invasiones hunas. Sexto Aurelio Víctor lo confirma, pero sus posteriores ataques hacen dudar de ello. Son nombrados por última vez por el historiador Zósimo con la denominación de dacio-carpianos (quizás para diferenciarlos de los panónicos), en el transcurso de la narración de las campañas danubianas de Teodosio el Grande en los últimos años del siglo IV, siendo derrotados por este.
El destino de los carpos (y otros grupos dacios no conquistados por los romanos) es poco conocido; probablemente quedarían asimilados a los dacios-romanos y valacos, formando el actual pueblo rumano (se sabe que integraron el conjunto de "bárbaros" que invadió los territorios ocupados por el Imperio romano hacia los siglos III y IV). Otros serían eslavizados, como los carpos panónicos o los actuales ucranianos hutsules, que viven en la frontera entre Ucrania y Rumania. Por ejemplo, se han encontrado elementos carpianos o dacios entre los ucranianos sudoccidentales (en Hutsúlshchina, Bucovina, Podolia). Otra de las posibilidadades es que emigraron hacia el sur para formar el pueblo albanés actual; las semejanzas que existen entre las lenguas albanesa y rumana avalan esta hipótesis.